# Cyrus Young
Cyrus J. Young Jr., detto Cy (Modesto, 23 luglio 1928 – Modesto, 6 dicembre 2017), è stato un giavellottista statunitense, vincitore della medaglia d'oro ai Giochi olimpici di Helsinki 1952.

## Biografia
Muore a Modesto, in California, a seguito di demenza vascolare all'età di 89 anni.

## Palmarès
| Anno | Manifestazione  | Sede      | Evento                 | Risultato | Prestazione | Note            |
| ---- | --------------- | --------- | ---------------------- | --------- | ----------- | --------------- |
| 1952 | Giochi olimpici | Helsinki  | Lancio del giavellotto | Oro       | 73,78 m     | Record olimpico |
| 1956 | Giochi olimpici | Melbourne | Lancio del giavellotto | 11º       | 68,64 m     |                 |